# 海厄利亚加登斯
海厄利亚加登斯是美國佛羅里達州邁阿密-戴德縣的一座城市，位于南佛罗里达迈阿密都会区的西北部，毗邻海厄利亚。根据2020年美国人口普查，该市人口为23,068人，较2010年的21,744人有所增长。其中，94.9%的居民为拉丁裔，古巴裔美国人占据了相当大的比例，使该地区浓厚的拉丁文化氛围。
海厄利亚加登斯的历史可以追溯到20世纪中叶。最初，这里是一片名为沃尔特·C·奥勒茨旅游营地（Walter C. Ohlerts Tourist Camp）的简陋定居点。1948年12月，经过26张全票赞成，海厄利亚加登斯正式建制设市。在早期，海厄利亚加登斯是一个以农业为主的社区，居民多以养马为业，只有在奥基乔比路一带有少量商业活动，这一情况一直持续到1960年代。1968年成为海厄利亚加登斯发展的关键转折点，市政府制定了一项积极的土地利用和分区总体规划，以引导城市的有序扩张。得益于奥基乔比路和帕尔梅托高速公路等主要交通干道的便利，海厄利亚加登斯迅速成为迈阿密-戴德县发展最快的城市之一。如今，海厄利亚加登斯的经济结构以工业和轻制造业为主导。城市内分布着大量仓库，容纳了各类工商业企业，包括汽车销售与维修、电气工程、管道工程以及空调设备等行业。

## 人口
根據2020年美國人口普查的數據，海厄利亚加登斯的面積為9.51平方千米，當中陸地面積為8.34平方千米，而水域面積為1.16平方千米。當地共有人口23068人，而人口密度為每平方千米2,426人。